# Clásica Alcobendas
Das Clásica Internacional de Alcobendas war ein spanisches Straßenradrennen.
Das Rennen wurde 1984 zum ersten Mal ausgetragen und fand seitdem mit Unterbrechungen bis zum Jahr 2008 jährlich im Mai statt. Austragungsort war die Region rund um Alcobendas, eine Vorstadt von Madrid. Seit 2005 zählte das Etappenrennen zur UCI Europe Tour und war in die Kategorie 2.1 eingestuft. Rekordsieger sind die Spanier Kiko García, Abraham Olano und Juan Carlos Domínguez, die das Rennen jeweils zweimal für sich entscheiden konnten.

## Sieger
| - seit 2009 keine Austragung - 2008 Ezequiel Mosquera - 2007 Luis Pérez - 2006 Jan Hruška - 2005 Pawel Tonkow - 2004 Iban Mayo - 2003 Joseba Beloki - 2002 David Moncoutié - 2001 Abraham Olano | - 2000 Henk Vogels - 1999 Juan Carlos Domínguez - 1998 Juan Carlos Domínguez - 1997 Sergei Smetanine - 1996 Stefano Celambi - 1995 Federico Colonna - 1994 Abraham Olano - 1993 Laurent Jalabert - 1992 Kiko García | - 1991 Ángel Edo - 1990 keine Austragung - 1989 Kiko García - 1988 keine Austragung - 1987 Jesús Núñez Lazo - 1986 Roberto Rodríguez - 1985 José Carrera - 1984 Alain de Vuyst |